# 椿树镇
椿树镇，是中华人民共和国安徽省六安市金安区下辖的一个乡镇级行政单位。

## 行政区划
椿树镇下辖以下地区：
街道社区、椿树村、双院墙村、高岗村、棚岗村、宋大郢村、椿洪村、小油坊村、朱庵村、龙穴村、李圩村、桃园村、祝墩村、陈庵村、长堰村、胡郢村、草庙村、中塘村和洪桥村。